# Dino Zoff

Dino Zoff (født 28. februar 1942) er en tidligere italiensk fodboldspiller og den ældste spiller, der nogensinde har vundet Verdensmesterskabet i fodbold. I en alder af 40 år vandt Zoff guld ved VM i Spanien i 1982 som anfører for det italienske landshold. 
Zoff var kendt som en fabelagtig målmand og flere historiebøger placerer ham som den bedste spiller nogensinde på sin position. Han er især kendt for sin legendariske karriere i storklubben Juventus FC, hvor han spillede over 300 kampe og vandt 6 italienske mesterskaber. Med 112 kampe for det italienske landshold er Zoff den spiller, der har spillet tredjeflest kampe i den azurblå trøje, kun overgået af Fabio Cannavaro og Paolo Maldini. 
Efter at have indstillet sin aktive karriere har Zoff været træner for flere italienske fodboldklubber; Juventus (1988-1990), SS Lazio (1990-1994, 1996-1997, 2001) og Fiorentina (2005) samt det italienske landshold (1998-2000).

## Titler

### Som spiller

#### Juventus
- Serie A
  - 1972-73,1974-75,1976-77,1977-78,1980-81,1981-82
- Coppa Italia
  - 1978-79, 1982-83
- UEFA Cup
  - 1976-77

#### Italien
- Verdensmesterskabet i fodbold
  - VM i 1982
- Europamesterskabet i fodbold
  - EM i 1968

### Som træner

#### Juventus
- Coppa Italia
  - 1989-90
- UEFA Cup
  - 1989-90

#### Italien
- Sølvmedalje ved EM i 2000